# Jérémy Doku
Jérémy Doku (Antwerpen, 2002. május 27. –) belga válogatott labdarúgó, a Manchester City játékosa.

## Pályafutása

### Klubcsapatokban
Az Olympic Deurne, a Tubantia Borgerhout, a Beerschot és az Anderlecht korosztályos csapataiban nevelkedett. 2018 elején a holland AFC Ajax és az angol Liverpool is szerette volna szerződtetni. November 25-én mutatkozott be az első csapatban a Sint-Truiden ellen mindössze 16 évesen. 2019-ben amikor Vincent Kompany vette át a csapatatot akkor Doku teljesítménye fokozatosan javult. 2020. október 5-én a francia Rennes öt évre szerződtette. 2021. március 20-án megszerezte első gólját új klubjában az FC Metz elleni bajnoki találkozón.
2023. augusztus 24-én az angol Manchester City ötéves szerződést kötött vele, és a 11-es mezszámot kapta meg.

### A válogatottban
Többszörös korosztályos válogatott. Részt vett a 2018-as és a 2019-es U17-es labdarúgó-Európa-bajnokságon. 2020. szeptember 5-én mutatkozott be Dánia ellen a 88. percben Youri Tielemans cseréjeként a 2–0-ra megnyert Nemzetek Ligája találkozón. Három nappal később első gólját is megszerezte Izland ellen. 2021. március 30-án a Fehéroroszország ellen 8–0-ra megnyert mérkőzésen egy gólt és két gólpasszt jegyzett. Május 17-én bekerült a 2020-as labdarúgó-Európa-bajnokságra utazó 26 fős keretbe.

## Statisztika

### A válogatottban
2023. június 20-i állapot szerint.
| 2020     | 5  | 1 |
| 2021     | 5  | 1 |
| 2022     | 4  | 0 |
| 2023     | 2  | 0 |
| Összesen | 16 | 2 |

### Góljai a válogatottban
| # | Dátun               | Helyszín                                  | Ellenfél         | Gól | Végeredmény | Verseny                                    |
| - | ------------------- | ----------------------------------------- | ---------------- | --- | ----------- | ------------------------------------------ |
| 1 | 2020. szeptember 8. | Baldvin király Stadion, Brüsszel, Belgium | Izland           | 5–1 | 5–1         | 2020–2021-es UEFA Nemzetek Ligája (A liga) |
| 2 | 2021. március 30.   | Den Dreef, Leuven, Belgium                | Fehéroroszország | 4–0 | 8–0         | 2022-es labdarúgó-világbajnokság-selejtező |